# Издательство Индианского университета
Издательство Индианского университета (англ. Indiana University Press, сокр. IU Press) — издательское подразделение Индианского университета, основанное в 1950 году и специализирующееся на гуманитарных и социальных науках. Штаб-квартира издательства находится в Блумингтоне, штат Индиана.
IU Press ежегодно публикует 140 новых книг в дополнение к 39 академическим журналам и поддерживает текущий каталог, включающий около 2000 наименований. IU Press осуществляет обширную региональную публикацию под собственным импринтом Quarry Books.

## История и деятельность
Издательство начало свою деятельность в 1950 году во времена послевоенного роста Университета Индианы при президенте — Германе Уэллсе. Бернард Перри, сын профессора философии Гарварда — Ральфа Бартона Перри, стал первым директором издательства. А первой книгой IU Press был перевод труда Эдуарда де Монтуле «Путешествие по Америке, 1816—1817» (Travels in America, 1816–1817), опубликованного в марте 1951 года. Всего за первый год в университетском издательстве было опубликовано шесть книг.
В 1952 году издательство IU Press стало полноправным членом Ассоциации издательств американских университетов. За первое десятилетие своего существования издательство Индианского университета опубликовала более 200 книг и увеличила продажи с нуля в 1950 году до 167 000 долларов в 1959—1960 годах. В том же десятилетии, в 1955 году, IU Press опубликовало перевод Рольфа Хамфриса книги «Метаморфозы» Овидия — бестселлера за все время существования университетского издательства: к 2010 году было продано более 500 000 экземпляров.
К 1980 году годовой объём продаж издательства Индианского университета приблизился к 2 миллионам долларов, а к 1990 году достиг 4,1 миллиона долларов. В 1987 году было запущено журнальное подразделение с выпуском трёх журналов; по состоянию на 2020 год в каталоге IU Press насчитывалось 39 журналов. К концу 2000 года издательство ежегодно публиковало 150 книг, а продажи достигли почти 7 миллионов долларов. В 2004 году IU Press запустила собственный импринт Quarry Books, посвященный региональной тематике.

## Награды
- В 1965 году издательство было удостоено медали Centennial Medal — высшей награды комиссии U.S. Civil War Centennial Commission, за свою роль в сохранении истории Гражданской войны в США.
- Перевод IU Press 1967 года первого тома труда Сёрена Кьеркегора «Journals and Papers» получил Национальную книжную премию. За ним последовала вторая Национальная книжная премия в 1970 году за перевод романа Бертольта Брехта «Saint Joan of the Stockyards».
- В 2009 году университетское издание работы Мемориального музея Холокоста «Encyclopedia of Camps and Ghettos, 1933–1945[англ.]», том I — стало победителем National Jewish Book Award[англ.] в категории «Холокост».[2]